# Cisalak (Cisarua)
Cisalak is een bestuurslaag in het regentschap Sumedang van de provincie West-Java, Indonesië. Cisalak telt 3584 inwoners (volkstelling 2010).